# NGC 6384
NGC 6384 (другие обозначения — UGC 10891, MCG 1-45-1, ZWG 55.7, IRAS17299+0705, PGC 60459) —спиральная галактика с перемычкой в созвездии Змееносец.
Этот объект входит в число перечисленных в оригинальной редакции «Нового общего каталога».
В галактике вспыхнула сверхновая SN 1971L типа I. Её пиковая видимая звёздная величина составила 12,8.